# Гринченко Ольга Олексіївна
Гринченко Ольга Олексіївна (нар. 8 вересня 1962, Харків, СРСР) — український фахівець у галузі технології харчування, доктор технічних наук, професор, Лауреат Державної премії України в галузі науки і техніки.

## Наукова діяльність
У 1984 році закінчила Харківський інститут громадського харчування, де і залишилася працювати.
У 1988 році захистила дисертаційну роботу на здобуття наукового ступеня кандидата технічних наук на тему «Технологія взбитих виробів  на основі метилцелюлози та овочів», а у 2005 році – на здобуття наукового ступеня доктора технічних наук на тему «Наукове обґрунтування та розробка технології кулінарної продукції з використанням напівфабрикатів функціональних композицій на основі полісахаридів». Вчене звання професора отримала у 2006 році.
Основний напрям наукових досліджень – теоретичні та прикладні аспекти створення технологій харчових продуктів з емульсійною, пінною і драглеподібною структурами.
Підготувала трьох докторів та шістьох кандидатів технічних наук.
Є автором 13 навчальних посібників, 10 монографій,  понад 426 наукових публікацій, в тому числі 101 навчально-методичної роботи, понад 30 авторських свідоцтв та патентів на винаходи та корисні моделі, 65 нормативних та технологічних документів.

## Відзнаки та нагороди
Лауреат Лауреат Державної премії України в галузі науки і техніки, відмінник освіти України, нагороджена нагрудним знаком «За наукові досягнення», почесними грамотами Міністерства освіти і науки України.